# Astragalus arnacanthoides
Astragalus arnacanthoides es una especie de planta del género Astragalus, de la familia de las leguminosas, orden Fabales.
Fue descrita científicamente por (A. Boriss.) A. Boriss.